# Abutilon indicum
Abutilon indicum H.W.Li – gatunek rośliny z rodziny ślazowatych (Malvaceae Juss.). Występuje naturalnie w Azji Południowo-Wschodniej, Australii i wyspach Oceanu Indyjskiego, jednak obecnie rozprzestrzenił się jako chwast w całej strefie klimatu równikowego.

## Rozmieszczenie geograficzne
Rośnie naturalnie w Azji Południowo-Wschodniej (w Indonezji, Malezji, Tajlandii, Hongkongu, Chinach, na Tajwanie i Riukiu), w Australii (w stanie Queensland oraz na Terytorium Północnym), na Seszelach oraz Maskarenach. Współcześnie jest jednak szeroko rozprzestrzeniony jako chwast w całej strefie klimatu równikowego. Został introdukowany między innymi w Indiach, na Sri Lance, Filipinach, Marianach Północnych (na wyspach Maug Islands, Rota, Saipan, Sarigan i Tinian), w Mikronezji (w stanie Yap), na Fidżi, Polinezji Francuskiej (na Tahiti, Îles Palliser, Rangiroa oraz Rurutu), wyspie Guam, Hawajach (na Oʻahu), japońskim archipelagu Ogasawara, Kiribati, (na wyspach Banaba, Kiritimati i Tarawa), Nauru, Palau (na wyspie Sonsorol), na należących do Stanów Zjednoczonych wyspach Baker i Jarvis, a także na Brytyjskim Terytorium Oceanu Indyjskiego (na wyspie Diego Garcia).

## Morfologia

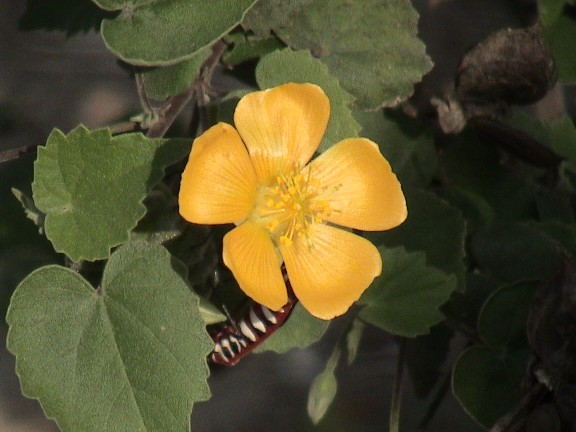
Kwiat

PokrójPółkrzew o wyprostowanym pokroju, rozgałęziony. Dorasta do 1,25–2 m wysokości. Pędy są aksamitnie owłosione.
LiścieNaprzemianległe. Mają półokrągło jajowato sercowaty lub podłużny kształt. Mierzą 5–12 cm długości i prawie tyle samo szerokości. Są zielone, gładkie – pokryte miękkimi, bladymi włoskami. Blaszka liściowa jest grubo ząbkowana na brzegu i osadzona na długich ogonkach liściowych.
KwiatyPojedyncze, rozwijają się w kątach pędów. Mierzą 2,5 cm średnicy. Otwierają się w godzinach wieczornych. Osadzone na szypułkach o długości 4–7 cm. Płatki mają pomarańczowo-żółtą barwę, odwrotnie deltoidalnie jajowaty kształt, mierzą 1 cm długości lub nieco więcej. Pręciki są owłosione.
OwoceKulistawe torebki do 1,5–2 cm średnicy, zbudowane z 11–20 promieniście ułożonych owocni. Są owłosione, brązowe po dojrzeniu (wyschnięciu). Zawierają zazwyczaj 3–5 nasion o nerkowatym kształcie i ciemnobrązowej barwie, jasno owłosionych.

## Biologia i ekologia
W Oceanii występuje na siedliskach przekształconych przez człowieka, na niskich wysokościach. Na wyspie Guam rośnie wokół budynków oraz na wysypiskach. W Indiach często rośnie obficie jako chwast na nieużytkach, na wysokości do 1200 m n.p.m. Na Filipinach występuje w zaroślach oraz na nieużytkach w miastach oraz ich przedmieściach, na terenach nizinnych lub wyżynnych.

## Zmienność
W obrębie tego gatunku oprócz podgatunku nominatywnego wyróżniono jeden podgatunek:
- Abutilon indicum subsp. albescens (Miq.) Borss.Waalk.

Ponadto w obrębie tego gatunku wyróżniono dwie odmiany:
- Abutilon indicum var. australiense Hochr. ex J.Britten – występuje endemicznie na wyspie Reunion[8]
- Abutilon indicum var. guineense (Schumach.) K.M.Feng

## Zastosowanie
Gatunek Abutilon indicum w Indiach ma zastosowanie w medycynie niekonwencjonalnej – Ajurwedzie. W związku z tym jest uprawiany w wielu częściach Indii i krajów sąsiednich. Olej z korzeni jest używany jako lek do leczenia różnych schorzeń. Jednak właściwości lecznicze ma cała roślina. Ekstrakt w postaci wywaru lub proszku ma właściwości moczopędne, przeciwzapalne, ściągające, przeczyszczające, przeciwbólowe i wykrztuśne. Jest często stosowany w leczeniu obrzęków stawów oraz w celu zmniejszenia bólu.